# 跨大气层飞行器
跨大气层飞行器，是中华人民共和国研制的一种亚轨道航空器。

## 历史
1986年3月，中华人民共和国国务院提出《国家高技术研究发展计划》（863计划），其中包括可重复使用空天飞机。2007年，網絡上開始流傳神龍的照片，神龍被懸掛在轟-6的機身下方，然而至今仍未有官方證實過圖片的真確。有报道称，中華人民共和國研制的小型无人太空飞机名称为神龙。
2011年1月8日，陝西電視台新聞报導了「我國跨大氣層飛行器試飛成功」的畫面。但是官方對於神龍的詳細資料一直處於保密狀態，部份網站的報道亦被刪除。
2012年6月，湖北媒體报导指，中國正在研發神龍，類似美國X-37B的無人太空飛機。報道指出，中國在短短的兩年多時間裡，神龍一舉突破了四大關鍵技術，火箭發動機取得重大突破。此前，亦曾經透露由中國航天科技集團四院研製的某新型發動機產品首次測試飛行成功，不過該新型發動機未必與「神龍」存在關係。
2018年兩會期間，中国中央电视台报道指，中国航天科工集团三院正在研發一种两级入轨的空天飛機，其中二级部分是一種小型有翼飞行器，與2007年曝光照片雷同。
2021年7月16日，由中国航天科技集团一院研制的亚轨道重复使用演示验证项目运载器在酒泉卫星发射中心准时点火起飞，按照设定程序完成飞行后，平稳水平着陆于阿拉善右旗机场，首飞任务取得圆满成功。
据介绍，发展重复使用天地往返航天运输技术是中国由航天大国迈向航天强国的重要标志，亚轨道重复使用运载器可作为升力式火箭动力重复使用航天运输系统的子级，是航天航空技术的高度融合体。
该项目的圆满成功，为中国重复使用天地往返航天运输技术发展奠定了坚实基础，为实现领域创新发展和自主可控迈出了坚实的第一步。
2022年8月26日，由中国航天科技集团有限公司所属中国运载火箭技术研究院自主研制的升力式亚轨道运载器重复使用飞行试验获得圆满成功。
这是来自中国航天科技集团有限公司的消息。据悉，飞行试验采用的运载器，经健康检测维护后，在酒泉卫星发射中心再次点火垂直起飞，按照设定程序完成亚轨道飞行，平稳水平着陆于阿拉善右旗机场，成功实现中国亚轨道运载器的首次重复使用飞行。本次飞行试验的圆满成功，有力推动了中国航天运输技术由一次性使用向重复使用的跨越式发展。
2023年12月，《太空》（Space）網站報導說，中國神龍空天飛機開始執行第3次任務，已將ABCDEF物體6個放入地球軌道上，業餘的衛星與天文學家帝利（Scott Tilley）表示，A物體發出的訊號類似先前的任務中釋放物體所發出的訊號。